# Per mille dollari al giorno
Per mille dollari al giorno è un film del 1966 diretto da Silvio Amadio.

## Trama
Per vendicare la morte dei genitori, uccisi dai fratelli Clark, Hud impara a maneggiare la pistola, con l'aiuto di Carranza, un vecchio pistolero. Torna in paese dove, malgrado lo sceriffo Steve e la sorella Betty, è risoluto a compiere la sua vendetta.